# Libre consentement préalable et éclairé
Pour les articles homonymes, voir Consentement.
 (septembre 2024).
Le libre consentement préalable et éclairé (LCPE, aussi appelé consentement libre, préalable et éclairé ou CLPE) est un standard du droit des peuples autochtones, selon lequel tout projet, minier ou autre, ayant un impact sur des gens autochtones a un devoir de consultation et doit donc avant toute chose obtenir l'autorisation des communautés en question. Il est notamment présent dans les articles 6.2 et 16.2 de la Convention 169 de l'Organisation internationale du travail, dans les articles 10, 19, 29.2 et 32 de la Déclaration des Nations unies sur les droits des peuples autochtones, et dans les jurisprudences Peuple saramaca c. Suriname et Peuple autochtone kichwa de Sarayaku c. Équateur (es) de la Cour interaméricaine des droits de l'homme.

## Histoire
Cette notion se retrouve en 1984 dans la Déclaration de Panama du Conseil mondial des peuples indigènes. En 2015, le Conseil international des mines et des métaux (en) reconnaît le standard du CLPE, et il est repris dans les Principes de l'Équateur en 2020.

## Critiques
Certains universitaires pensent que la mise en œuvre du standard du CLPE est déficiente, parlant d'« adhésion sélective » et d'« hypocrisie organisée ».

## Par région

### Canada
Il existe en droit canadien une obligation de consulter et d’accommoder (en).